# Port lotniczy Kimberley
Port lotniczy Kimberley (IATA: KIM, ICAO: FAKM) – międzynarodowy port lotniczy położony w Kimberley, w prowincji Przylądkowej Północnej. Jest jednym z największych portów lotniczych w Republice Południowej Afryki.

## Linie lotnicze i połączenia
| Linia Lotnicza | Kierunek                    |
| -------------- | --------------------------- |
| Airlink        | 1. Kapsztad 2. Johannesburg |
| CemAir         | 1. Kapsztad 2. Johannesburg |